# Maksim Akimienka
Maksim Akimienka (biał. Максім Акіменка; ros.: Максим Акименко, Maksim Akimienko; ur. 2 maja 1988) – białoruski siatkarz grający na pozycji atakującego. Obecnie zawodnik BBTS Bielsko-Biała.